# Eulepidotis preclara
Eulepidotis preclara är en fjärilsart som beskrevs av Todd 1962. Eulepidotis preclara ingår i släktet Eulepidotis och familjen nattflyn. Inga underarter finns listade i Catalogue of Life.